# アメリカン・バーニング
『アメリカン・バーニング』（原題:American Pastoral）は2016年に公開されたアメリカ合衆国・香港合作のドラマ映画である。監督・主演はユアン・マクレガーが務めた。本作はフィリップ・ロスが1997年に発表した小説『American Pastoral』を原作としている。

## ストーリー
1996年、作家のネイサン・ザッカーマンは高校の同窓会に出席し、旧友のジェリー・レヴォフと再会した。2人が思い出話に花を咲かせていると、いつの間にか話題がジェリーの兄、シーモアへと及んだ。シーモアはネイサンの2つ上の先輩でスポーツ選手として輝かしい業績を残し、卒業後はビジネスマンとして成功したが、晩年は孤独に苦しめられたのだった。
シーモアは父親のロウに高校のアイドル、ドーン・ドワイアーと結婚することを認めてくれと頼み込んでいた。ドーンは1947年のミス・アメリカのニュージャージー州代表に選ばれるほどの美貌の持ち主であった。ロウはユダヤ教徒であるシーモアと敬虔なカトリック教徒であるドーンが上手くやっていけるのか懐疑的だったが、ドーンの人柄に心を打たれて結婚を認めることにした。やがて2人は娘（メレディス）をもうけ、シーモアの職場から30マイル離れた場所に家を購入した。
メレディスは吃音気味であったため、シーモアとドーンは何とかそれを矯正しようとしたが、全ての試みが失敗に終わった。ロウは「メレディスは思考速度が速すぎるだけだ」と言って気にしていないようだったが、2人にとって娘の吃音は悩みの種であった。メレディスは賢い子供に育っていたが、変わり者でもあり、ティック・クアン・ドックの焼身自殺に感化されるなどした。高校に進学したメレディスは急速に反戦運動にのめり込み、デモに参加するために頻繁にニューヨークへ向かった。シーモアはメレディスに度々苦言を呈したが、メレディスがそれに耳を貸すことはなかった。そんなある日、町の小さな郵便局と商店が爆破テロに遭い、店主が命を落とすという事件が発生した。
その直後、メレディスが失踪したため、FBIは彼女が犯人だと疑ったが、シーモアとドーンは娘の無実を信じていた。FBIが総力を挙げてメレディスの行方を追う一方、シーモアも独自に娘の行方を追い始めたが、何の手掛かりも見つからなかった。しばらくして、リタ・コーエンと名乗る大学生がシーモアの職場にやって来た。コーエンは研究のためという名目でシーモアを尋ねてきたが、実際の目的はメレディスの行方に関する情報を売りつけるためであった。シーモアは指示されたホテルに現金1万ドルを持って行ったが、そこでコーエンと口論になってしまい、怒った彼女に現金を持ち逃げされてしまった。シーモアは直ちに「コーエンが一連の爆破テロに関係している」とFBIに通報したが、FBIはその情報を取るに足らないものと判断して黙殺した。
メレディスの失踪による心労が原因で、ドーンは心理療法を受けなければならない状態にまで陥った。治療後、ドーンは近所の男と肉体関係を持つようになり、シーモアに「メレディスは私たちの幸福な暮らしを壊した。あんな子のことは忘れて、さっさと新しい生活を始めましょう」とまで言い放った。当然の如く、シーモアは娘の捜索を諦めようとはしなかった。
執念の捜索の末、シーモアはついにメレディスの居場所を突き止めたが、そこで彼女から突き付けられた真実は余りにも残酷なものであった。

## キャスト
- ユアン・マクレガー - シーモア・レヴォフ
- ジェニファー・コネリー - ドーン・ドワイヤー・レヴォフ
- ダコタ・ファニング - メレディス・レヴォフ
  - ハンナ・ノードバーグ - 12歳の頃のメレディス
  - オーシャン・ジェームズ - 8歳の頃のメレディス
- ピーター・リーガート - ロウ・レヴォフ
- ルパート・エヴァンス - ジェリー・レヴォフ
- ウゾ・アデューバ - ヴィッキー
- モリー・パーカー - シェイラ・スミス
- ヴァロリー・カリー - リタ・コーエン
- サマンサ・マシス - ペニー・ハムリン
- デヴィッド・ストラザーン - ネイサン・ザッカーマン

## 製作
2003年、レイクショア・エンターテインメントがフィリップ・ロスの小説『American Pastoral』の映画化に着手し、フィリップ・ノイスを監督に起用したが、それから10年弱もの間、映画化の企画は一向に進む気配を見せなかった。2012年5月にはフィッシャー・スティーヴンスが監督に起用された。その段階ではジェニファー・コネリー、ポール・ベタニー、エヴァン・レイチェル・ウッドがキャスティングされる予定だった。
2014年6月23日、ベタニーが降板することになり、その代役としてユアン・マクレガーが起用されたとの報道があった。その際、スティーヴンスではなくノイスが再び監督を務めることになったとも報じられた。8月4日、コネリーの出演が確定した。6日、ダコタ・ファニングがキャスト入りした。
2015年2月18日、ノイスの降板を受けて、マクレガーが監督も兼任することになったと報じられた。7月9日、ヴァロリー・カリーが本作に出演するとの報道があった。9月2日、デヴィッド・ストラザーン、ウゾ・アデューバ、ピーター・リーガートの出演が決まった。10月15日、ルパート・エヴァンスとモリー・パーカーがキャスト入りした。

### 撮影
2015年9月21日、本作の主要撮影がペンシルベニア州のハーモニーで始まった。撮影は同州内のピッツバーグ周辺でも行われた。

## 公開・興行収入
2016年6月23日、本作のオフィシャル・トレイラーが公開された。9月9日、本作は第41回トロント国際映画祭でプレミア上映された。10月21日、本作は全米50館で限定公開され、14万9038ドルを稼ぎ出し、週末興行収入ランキング初登場31位となった。

## 評価
本作に対する批評家の評価は芳しいものではない。映画批評集積サイトのRotten Tomatoesには112件のレビューがあり、批評家支持率は21%、平均点は10点満点で4.8点となっている。サイト側による批評家の見解の要約は「『アメリカン・バーニング』を見れば、ユアン・マクレガー監督が表現しようとしたものが脚本で表現できる範囲を超えていると分かる。同作の脚本は一応形になっているが、ほとんど機能していない上に、フィリップ・ロスの原作小説にあった要素がほとんど盛り込まれていない。」となっている。また、Metacriticには30件のレビューがあり、加重平均値は43/100となっている。